# Мициас, Манолис
Мано́лис Мициа́с (греч. Μανώλης Μητσιάς; 26 февраля 1946, Думбья, Халкидики, Центральная Македония) — греческий певец, исполняющий песни преимущественно в жанре  лаика (традиционная музыка).

## Детство и молодость
Родился в деревне Думбья, на полуострове Халкидики Центральная Македония 26 февраля 1946 года). Регион вокруг деревни населялся с эпохи палеолита, а в эпоху классической Греции севернее деревни располагался город Калиндиа. При всей малочисленности своего исключительно греческого населения в период османского ига (300 человек), и по прежнему малочисленного населения и ныне (не более 500 человек), в греческой историографии деревня известна как родина известного революционера и участника Освободительной войны Константина Думбиотиса (1793—1848) и борца за воссоединение Македонии с Грецией Димитриса Думбиотиса (1874—1917).
Кроме этого, Думбья широко известна в Греции своей одноимённой минеральной водой.
Певческая деятельность Мициаса ведёт свой отсчёт с его детского и подросткового возраста, когда он был певчим в церкви родного села. Он вырос в музыкальной атмосфере византийских гимнов, традиционных песен греков македонян и «народных» песен периода 1950—1960 годов. В тот же период он «обнаружил» для себя песни Маноса Хадзидакиса и Микиса Теодоракиса.
Окончив школу, он отправился на дальнейшую учёбу в Салоники. В македонской столице, параллельно с учёбой, он стал членом хора Клуба искусств Северной Греции. Своё первое сольное выступление в качестве певца Мициас совершил в «буат» (маленький музыкальный центр) «Скамньа», рядом с кинотеатром «Наварино» на площади Наварина, в сопровождении пианиста Андреаса Презаса.
Его первый маленький диск 45 оборотов представлял записи двух композиций Андреаса Презаса, одна из которых,«Чтобы заполнить амфору» стала успехом.
Вскоре он оставил «Скамньа», чтобы продолжить работу в исторической для музыкальных Салоник тех лет буат «107» (располагалась на нулевом этаже жилого дома по улице Эгнатиас 107).
С установлением в стране в 1967 году военного режима, Мициас был арестован за попытки принять участие антидиктаторской деятельности и заключён в тюрьму на несколько месяцев. Впоследствии и с падением диктатуры (1974) стал сторонником еврокоммунистов — Коммунистической партии Греции (внутренней).

## Начало успешной карьеры
В 1968 году Мициаса услышал директор и продюсер дискографической компании «LYRA» Александрос Пацифас, который предложил ему переехать в Афины.
Мициас переехал в греческую столицу, где в буат где пел «бард» жанра рембетика Василис Цицанис, познакомился с молодым, но уже известным композитором Димосом Муцисом. Это знакомство положило начало долгой дружбе и плодотворного сотрудничества Мициаса и Муциса.
Муцис предложил ему заключить контракт с дискографической фирмой «COLUMBIA» и её продюсером Такисом Ламбропулосом.
Поворот в его карьере состоялся в 1969 году, когда вышел диск Муциса В Элевсине однажды в исполнении Мициаса, а одноимённая песня по сегодняшний день остаётся одной из самых узнаваемых песен Мицяса-Муциса.
Последовала его многолетняя деятельность в греческой дискографии с Муцисом, а затем с другими греческими композиторами.
В 1987 году Мициас выпустил диск с народными песнями македонян, включая и две песни славяно/болгароязычного меньшинства Македонии, переведенных на греческий язык.
Однако будучи коренным македонянином, Мициас и сегодня является противником использования соседней славяно/албаноязычной страной имени Македония, даже в его согласованной с Грецией составной форме — Северная Македония.

## Сотрудничества
В своей полувековой карьере, кроме Димоса Муциса, Мициас сотрудничал почти со всеми корифеями современной греческой музыки, Лукианосом Килайдонисом, Маносом Хадзидакисом, Христосом Леонтисом, Акисом Пану, Линосом Κόкотосом, Ставросом Ксархакосом, Василисом Цицанисом, Мариосом То́касом, Таносом Микруцикосом, Дионисием Саввопулосом, Яннисом Марко́пулосом, Христосом Николо́пулосом, Илиасом Андрио́пулосом, Йо́ргосом Хадзинасиосом, Яннисом Спано́сом, Стаматисом Краунакисом, Стаматисом Спанудакисом.
С 1994 года он начал сотрудничать и с одним из наиболее известных греческих композиторов, Микисом Теодоракисом.
Мицяс совместно выступал или сотрудничал в дискографии с такими известными певцами как Никос Ксилурис, Анто́нис Калояннис, Сотириа Белу, Мария Фарантури, Димитра Галани, Вики Мосхолиу, Бабис Сто́кас, Нена Венецану, Ко́стас Македо́нас.
В своих зарубежных гастролях Мициас выступал в «John F. Kennedy Center for the Performing Arts» в Вашингтоне, в Альберт-холл Лондона, в «Melbourne Arena», в «Thebarton Theatre» Аделаиды, в «Academy of Music» (Филадельфия), в кафедральном Соборе Святого Стефана в Вене, в «Карнеги-холл» Нью-Йорка.
Кроме этого, Мицяс выступал перед аудиторией представленной в основном греческой диаспорой в Буэнос-Айресе, Монтевидео, Сан-Пауло, Чикаго, Торонто, Сиднее, Лос-Анджелесе.
Летом 2009 года, большим выступлением Мициаса было отмечена его сорокалетняя служба греческой песне.
Последняя (на октябрь 2019 года) песня в исполнении Мициаса — песня «Без действий» композитора Ставроса Сиоласа.

## Дискография
В греческой дискографии Мицяс представлен боле чем в 35 персональных дисках, принимая одновременно участие и в дисках других музыкантов.
- 1970 — Наш город
- 1970 — Луна
- 1970 — Как придёт лето
- 1970 — Не стучись в закрытый дом
- 1970 — Фотография
- 1971 — Ах Мария
- 1971 — Люблю одну канарейку
- 1971 — В воскресенье утром
- 1971 — Золото Земли
- 1972 — Дом мой
- 1972 — Госпожа моя капитанша
- 1972 — Красная нить
- 1973 — Что сказать, что
- 1973 — Маршрут
- 1975 — Прощание
- 1975 — Песни периода 1825—1940 годов
- 1976 — Бессмертие
- 1976 — Прогулка
- 1978 Песни компании (ΤΑ ΤΡΑΓΟΥΔΙΑ ΤΗΣ ΠΑΡΕΑΣ), музыка Мариоса Токасас
- В течениях времени (музыка Янниса Спано́са
- 1987 — Македонские (народные песни Македонии)
- 1998 Жизнь усыпанная цветами (ΒΙΟΣ ΑΝΘΟΣΠΑΡΤΟΣ) (Песни для одноимённого телесериала) Мариоса Токаса
- 1998 — Богородица Мария (ΘΕΟΓΕΝΝΗΤΩΡ ΜΑΡΙΑ) — музыка Мариоса Токаса, исполнители М. Мицяс, К. Хадзихристодулу
- 2001 — Краски любви
- 2002 — Богородица Мария (ΘΕΟΓΕΝΝΗΤΩΡ ΜΑΡΙΑ) (Живая запись из Вены) — М. Мицяс, К. Хадзихристодулу
- 2005 — Пожизненно
- 2006 — Ковчег
- 2008 — Сигарета и вор
- 2012 — Родина взаймы
- 2013 — Приближаясь к Кавафису
- 2015 — Чёрные следы